# Bògud
Bògud (mort el 31 aC), fill del rei Mastanesosus de Mauretania, va ser un rei berber conjunt de Mauritània amb el seu germà gran Boccus II, amb Bocchus governant a l'est del riu Moulouya i el seu germà a l'oest. Aliat important de Juli Cèsar, Bògud va donar suport a Marc Antoni en la lluita pel poder entre Antoni i Octavi. Va ser deposat pel seu germà i va ser assassinat en el setge de Methone abans de la batalla d'Àccium. Se l'ha anomenat tant Bògud I com Bògud II.

## Biografia

### Carrera inicial
Bògud estava casat amb Eunoë. En un moment no especificat va muntar una expedició a la costa atlàntica, aparentment aventurant-se als tròpics. Quan va tornar va obsequiar la seva dona amb canyes gegantines i espàrrecs que havia trobat durant el viatge.

### Suport al Cèsar
Tant Bògud com Boccus van donar suport al general romà Juli Cèsar en la guerra civil de Cèsar a Àfrica (49-45 aC). En un intent d'obtenir el suport a Cèsar, Gnu Pompeu va atacar el territori de Bògud, però va ser expulsat. Això només va provocar que Bògud emprengués una acció a gran escala contra els pompeians. Cèsar va enviar P. Sitius per ajudar a Bògud en un atac al territori del rei Juba I de Numídia, l'exèrcit del qual avançava per unir-se als pompeians. Bògud va capturar la ciutat de Cirta, forçant Juba a tornar a casa amb el seu exèrcit, abandonant els pompeians.
En la victòria de Cèsar sobre les forces pompeianes dirigides per Metel Escipió a la batalla de Tapsos (a la costa de la Tunísia moderna) l'any 46 aC, Boccus va rebre el control de bona part de Numídia presa de Juba. Bògud també va participar en la batalla de Munda, llançant un important atac a la rereguarda de l'exèrcit pompeià que va provocar als pompeians una reacció confusa que aviat va trencar les seves forces.

### Hispània
Durant el govern de Quint Cassi Longí d'Hispània Ulterior, es va produir una rebel·lió que va amenaçar el règim de Cèsar, que mai havia estat popular a Hispània. Càssius va demanar suport, i Bògud li va proporcionar. No obstant això, Lèpid el triumvir va intervenir per ordre de Cèsar com a mitjancer. Lèpid va ajudar a restablir l'ordre, però va negociar un acord amb els rebels. Un atac sorpresa dels auxiliars de Bògud va ser derrotat i Càssius es va veure obligat a dimitir. Aleshores, Bògud es va retirar a Mauritània.

### Suport a Antoni
Després de l'assassinat de Cèsar l'any 44 aC, els dos governants mauritans van prendre bàndols oposats en l'escissió que es va desenvolupar a les forces cesàries. Bògud va donar suport a Marc Antoni, mentre que Boccus es va mantenir al costat d'Octavi (més tard l'emperador August). Cap al 38 aC, Boccus es va apoderar del territori de Bògud mentre Bògud feia campanya a Hispania i el va obligar a fugir cap a Antoni a l'est. Boccus es va convertir llavors en l'únic governant de Mauritània i així ho va confirmar Octavi. Bògud va morir a la campanya d'Antoni a la campanya de la Guerra d'Actium, durant els combats a Methone. A la seva pròpia mort, el rei Boccus II va donar Mauritània a Octavi l'any 33 aC.